# Mark Scheinberg
Mark Scheinberg (geboren 1973 in Israel) ist ein israelisch-kanadischer Unternehmer, Mitgründer und ehemaliger Miteigentümer der Onlinepoker-Plattform PokerStars. Zudem ist er Investor in verschiedenen Sektoren, darunter Immobilien und Luxusgastronomie.

## Frühes Leben
Mark Scheinberg ist der Sohn des Unternehmers Isai Scheinberg und wurde in Israel geboren, zog aber im Alter von 13 Jahren nach Toronto, Kanada.  Dort ließ sich die Familie in Richmond Hill nieder, wo Isai Scheinberg 2011 immer noch das Haus besaß, das er 1988 gekauft hatte.

## Karriere
Im Jahr 2001 gründete Mark zusammen mit seinem Vater PokerStars. Während seiner Amtszeit als CEO wurde PokerStars zum weltweit größten Online-Pokerunternehmen und Gastgeber der weltweit größten Online-Turnierserie. Im Juni 2014 wurde die PokerStars Muttergesellschaft (Rational Group Ltd) von der Amaya Gaming Group of Canada für 4,9 Milliarden US-Dollar übernommen. Scheinberg war Firmenchef und zu 75 % Anteilseigner von Rational, zu der auch Full Tilt Poker gehörte. Als Teil des Deals verließ Scheinberg Rational. Mit einem Gesamtvermögen von 4,5 Milliarden US-Dollar war Scheinberg im Jahr 2017 die reichste Person auf der Isle of Man.
Im Mai 2017 wurde bekannt, dass Scheinberg in das millionenschwere Immobilienprojekt „Centro Canalejas“ in Madrid, Spanien, investierte. Scheinbergs Investmentfirma Mohari Hospitality stieg mit einer Beteiligungsquote von 50 % in das Projekt ein, für die sie Anteile im Wert von 225 Mio. € von der Grupo OHL-Tochter OHL Desarrollos und der Industriegruppe Villa Mir erwarb, die aber jeweils weiter verbleibende Anteile an dem Immobilienprojekt hielten. Der 2019 eröffnete Komplex umfasst sieben sanierte, historische Gebäude. Neben Wohn- und Gewerbeflächen, beherbergt der Komplex seit September 2020 auch das erste Four Seasons Hotel in Spanien und soll rund 4.800 Arbeitsplätze schaffen.
Im September 2017 erwarb eine kanadische Tochtergesellschaft von Mohari Hospitality das Thompson Toronto Hotel im Zentrum von Toronto, Ontario. Das "Boutique" Hotel verfügt über 105 Zimmer, Veranstaltungsräume sowie Restaurants und Lounges.
Laut Forbes hat Scheinberg ein Gesamtvermögen von 5,3 Milliarden US-Dollar (Stand: April 2022).

## Sonstiges
Scheinberg lebt auf der Isle of Man.
Im März 2020 gründeten er und seine Familie den Scheinberg Relief Fund, um die Auswirkungen von COVID-19 zu bekämpfen. Der Fund ist mit 50 Millionen US-Dollar ausgestattet und unterstützt Organisationen und Initiativen in Orten, an denen die Familie geschäftlich oder persönlich präsent ist.
Scheinberg hat ein großes Interesse an Natur- und Tierschutz. Im September 2020 wurde bekannt gegeben, dass der Scheinberg Relief Fund jede Spende an die Wildlife Ranger Challenge verdoppeln würde, einer Spendenaktion für den Tierschutz, die mit Wohltätigkeitsorganisationen wie dem Save the Rhino Trust zusammenarbeitet.